# Servílio de Oliveira
Servílio de Oliveira   (São Paulo, 6 de maig de 1948) és un boxejador brasiler, ja retirat, guanyador d'una medalla olímpica.
El 1968 va prendre part en els Jocs Olímpics d'Estiu de Ciutat de Mèxic, on va guanyar la medalla de bronze en la categoria del pes mosca del programa de boxa.
Entre el 1969 i el 1971 fou professional, però na lesió ocular el va obligar a retirar-se de la boxa professional. El 1976 i 1977 tornà a disputar quatre combats, amb un balanç global de 20 combats disputats, tots guanyats.